# O Moon My Pin-Up
O Moon My Pin-Up ist ein Musikalbum von Franz Koglmann, das vom 8. bis 10. März 1997 im ORF Radio Studio in Wien aufgenommen wurde. Es enthält die gleichnamige Kantate Koglmanns, die auf Auszügen des Gedichtzyklus Pisaner Gesänge (Cantos LXXIV–LXXXXIV) von Ezra Pound aufbaut. Sie wurde von Koglmann für das Festival Hörgänge 97 komponiert, das am 7. März 1997 im Wiener Konzerthaus uraufgeführt wurde. Die anschließende Studioaufnahme mit umfangreichem Begleitbuch bzw. deren Veröffentlichung ist eine Gemeinschaftsproduktion des ORF Wien, Pipe Records, der Wiener Musik Galerie, HatHut Records und der Zeitschrift Wespennest.

## Die Musik
O Moon My Pin-Up war Koglmanns erstes großes Vokalwerk; die Idee dazu stammte von Christian Baier, der die Textkompilation aus der englischen Fassung von Pounds Pisaner Gesängen (Pisan Cantos) erstellte und das Libretto verfasste. Koglmann war bereits in Jugendjahren durch die Radiosendungen Wieland Schmieds auf den Dichter aufmerksam geworden. Christoph Becher, verantwortlich für das Programm des Festivals Hörgänge, zeigte sofort daran Interesse, da das Generalthema des Festivals 1997 Musik und Haltung hieß; „eine Pound-Kantate schien sich auf Grund von Pounds brisanter politischer Position [zum Faschismus] bestens für das Eröffnungskonzert zu eignen.“
Peter Niklas Wilson wies darauf hin, wie tief Koglmanns Musik von der Beschäftigung mit Lyrik geprägt ist; „viele Melodien sind de facto ungesungene Lieder, wortlose Vertonungen von Texten Jean Cocteaus, Paul Valérys, Karl Krolows, Georg Trakls oder E. E. Cummings’, deren Rhythmik und Melodik unmittelbar aus dem inneren Sprechen der Vorlagen entstanden.“ Koglmann äußerte sich selbst zu dem Verdacht, Pounds politische Theorien musikalisch zu bewerten:

„Es bestand natürlich keine Absicht Pound vom Vorwurf des Faschismus reinzuwaschen, das wäre ja auf Grund der Faktenlage gar nicht möglich. Umgekehrt ging’s aber auch nicht darum, ihn besserwisserisch, lehrstückartig als den bösen Faschisten zu entlarven. Das wäre doch zu billig. Wir decken nicht auf und wir belehren niemanden. Dagegen bringen wir den körperlich und nervlich sehr angespannten Zustand eines genialen Dichters in einem milde gesagt von geistiger Dekadenz geprägten Disciplinary Training Center zum Ausdruck. Besser gesagt: Pound brachte seine Lage in eine künstlerische, artifizielle Form. Ich führe die Dimension der Musik hinzu.“

Ezra Pound, der schon in den 1930er Jahren den Faschisten Mussolini unterstützt und hetzerische und krass antisemitische Rundfunkansprachen verfasst hatte, wurde bereits 1943 in Abwesenheit von einem amerikanischen Gericht wegen Hochverrats angeklagt. Kurz nach Ende des Zweiten Weltkriegs wurde er 1945 im Disciplinary Training Center interniert, das in der Nähe von Pisa für vom Kriegsgericht abgeurteilte GIs eingerichtet worden war. Pound wartete in dem Lager auf seine Überstellung in die Vereinigten Staaten, wo er wegen Hochverrats angeklagt war. Zunächst wurde er für einige Wochen unter freiem Himmel in einem der etwa drei Quadratmeter großen „Sicherheitskäfige“ eingesperrt. Dieser war extra für Pound mit einem Stahlgitter verstärkt worden; niemand im Lager durfte mit ihm sprechen. Pound musste auf dem Betonboden schlafen und hatte tagsüber nur ein Stück Teerpappe über dem Kopf. Nachts gestattete man ihm, im Käfig ein Schutzzelt gegen die Kälte aufzuschlagen; die Stelle findet sich im 3. Satz der Kantate:

„Kommt Rauhreif nieder auf dein Zelt
 Wirst du heilfroh sein, wenn der Tag sich hellt.“

Als sich Pounds Gesundheitszustand zusehends verschlechterte – er wurde von akuten deliriumsähnlichen Angstzuständen befallen und verlor das Gedächtnis –, verlegte man ihn für die restliche Zeit in ein eigenes Zelt auf dem Gelände des Sanitätsreviers. Dort hatte Pound es verhältnismäßig gut; er besaß ein Feldbett, Bücher, Schreibpapier und eine Holzkiste als Schreibtisch.

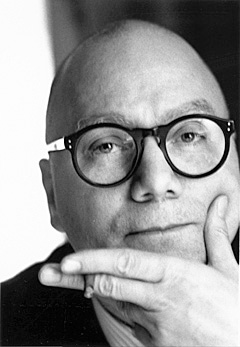
Franz Koglmann

Pound verfasste nun hier seine Pisan Cantos, „ein umfangreiches lyrisches Opus, in dem er persönliche Erfahrungen, Menschheitsgeschichte und einen durchaus auch ideologischen Pessimismus zueinander in Bezug setzt. Pounds Werk nutzt die Methode der inhaltlichen Verschlüsselung, setzt die Zeilen aneinander, arbeitet mit scheinbar bezuglosen Kontrasten, läßt immer wieder andere Sprachen einfließen. […] Pound nutzt also poetische Techniken, die auf ihre Weise überaus musikalisch sind […]“
Koglmann und sein Librettist Christian Baier griffen als Textmaterial auf Pounds Pisaner Gesänge zurück. Sie stellten dafür ausschließlich englische Textstellen der elf Cantos in veränderter Reihenfolge zusammen und wählten „jene Strophen, in denen der Dichter – zumindest passagenweise – die Hermetik seines Denkens, die Maskenhaftigkeit seiner Sprache durchbrach und zu einer ungekannten Direktheit des Ausdrucks, Unmittelbarkeit der Empfindung, ja einer Haltung der Demut fand“, schrieb Peter Niklas Wilson. Es seien diese neuen Facetten und neuen Ton-Fälle in Pounds Sprache, die Koglmann faszinierten und ihn zu musikalischer Reflexion inspirierten. „Musikalische Anknüpfungspunkte“ boten sich auf verschiedenen Ebenen, am offenkundigsten in den Erwähnungen von Musik und Klang, wenn der Dichter etwa eine Violin-Version einer Canzone eines Renaissance-Lautenvirtuosen abdruckte (Canto LXXV) oder im Bild von vier auf Stromdrähten sitzenden Vögeln Notenmaterial für das absteigende Motiv f-f-d-g sah (Canto LXXXII). Weitere musikalische Zitate ergaben sich aus der Erwähnung von Swing-Schlagern. Es blieben aber auch musikalische Anknüpfungspunkte unberücksichtigt, wie die Verweise auf Bach und das Opernrepertoire (Canto LXXX).
Signifikanter als ihre „akustische Semantik“ sei für Koglmanns Komponieren die Struktur von Pounds Sprache: „ihr jähes Changieren zwischen verschiedenen Tonfällen, zwischen Momenten des Erhabenen und der profanen Sprach-Realität des Lagers, zwischen Evokationen der Antike, meditativer Naturschau, dem wütenden Staccato ideologischer Verbohrtheit und abgeklärten Reflexionen über das Schöne […] diese Assemblage des Heterogenen mit ihren abrupten Kontrasten, ihrer cineastischen Logik harter Schnitte, flash forwards, und déjà-vus mußte bei Koglmann […] eine sympathische Resonanz auslösen.“
Die Spannung von Pounds Expressivität darzustellen, schaffe Koglmann mit dem Kunstgriff der Kantate und ihren Allusionen des Sakralen und Feierlichen, stellte Wilson fest: „Hie  der statuarisch-deklamierende Gestus des Vokalensembles […] und dort der solistische Gegenpol zu dieser kollektiven Sphäre des Lyrisch-Erhabenen in Gestalt Phil Mintons: körperliche Direktheit, ja Derbheit bis zum Wüsten und Cholerischen.“ Zwischen den ‚Fronten‘ stehe als musikalischer Mittler das Instrumentalensemble, das virtuos alle Idiome zwischen „diffiziler Kontrapunktik, gepflegtem Swing und bruitistischer Eruption“ beherrsche.
Wolfram Knauer beschreibt Koglmanns komplexe Kompositionssprache: „Sie beinhaltet vollstimmig-orchestrale Partien, ineinander verzahnte Stellen, geradezu kitschig wirkende Stellen akkordische Parallelführungen. Die musikalische Stimmung wechselt zwischen agrressiven und harmonisch-versöhnlichen Kängen. Vor allem einzelne rhythmische Motive wirken wie Haltepunkte im Verlauf der fast einstündigen Komposition.“

### Erster Satz – Clouds
Bereits im ersten Satz der Kantate prallen die geschilderten Gegensätze am härtesten aufeinander: „Rhythmisch und harmonisch komplexe Instrumentaltexturen, opulente Vokalakkorde, Jazz-Allusionen, hysterisch überzeichnete Gesangslinien, verschachtelte motivische Arbeit, textinspirierte Tonmalerei“, bevor sich das Tempo wieder beruhigt.
Koglmann beschrieb in einem Interview den Inhalt des ersten Satzes Clouds:

„Wolken, der erste Satz der Kantate, reflektiert die eingeschränkte Kommunikation und Bewegungsfreiheit, die körperlichen Belastungen, denen Ezra Pound in den ersten Wochen seiner Gefangenschaft in einem durch Stahlgitter verstärkten Käfig, dem sogenannten Gorillakäfig, ausgesetzt war. Das durchgängige Motiv der Wolken hat Christian Baier dabei als Symbol für die ersehnte Verbindung zur Außenwelt, wie sie Pound ausschnitthaft vom Käfig aus wahrnimmt, vorgesehen.“

Musikalisch basiert Nr. 1 auf einer Beobachtung, die Pound in Canto LXXXII festhielt:
„8ter Tag des September
f – f – d – g
schreiben die Vögel in ihrer Diskant-Skala.“

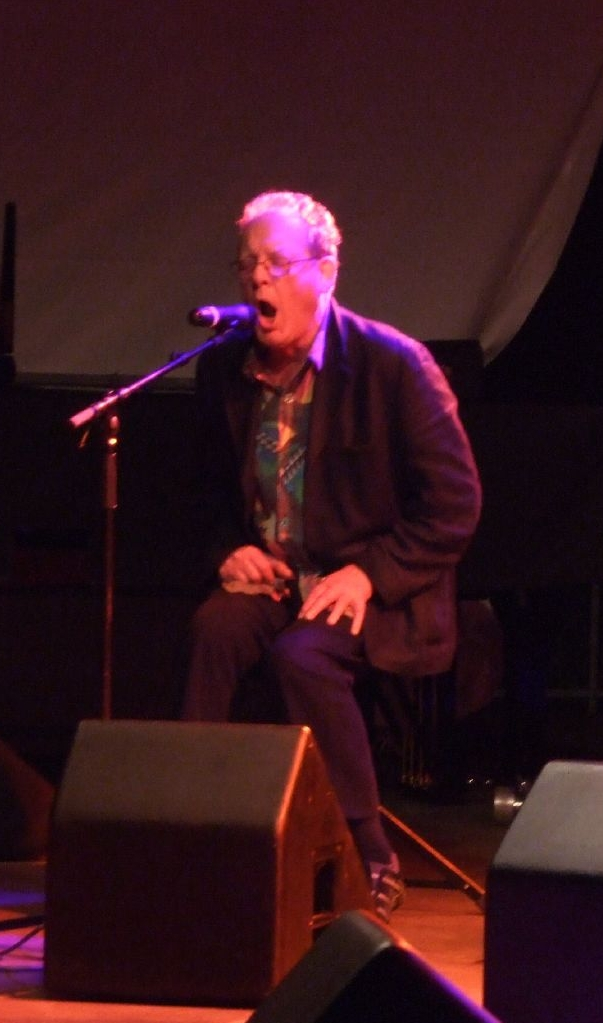
Phil Minton

Pound meinte damit die über den Todeszellen auf vier Stromdrähten hockenden Vögel, die er als Notensystem deutet, sodass sich die Tonfolge f – f – d – g ergibt. Nr. I enthält die Selbstbezichtigung Pounds, gesungen vom Chor:
Ich bin Niemand,
Mein Name ist Niemand.
Zu Beginn von Nr. II beschreibt Pound (gesprochen von Phil Minton) das Feld, auf dem die Gefangenen drangsaliert wurden, die vier Wachtürme und die Fürsorge einiger Mitgefangener:
„dunkle Schafe auf dem Drillfeld und an feuchten Tagen Gewölk
4 Riesen an den 4 Ecken
drei junge Männer an der Tür
und sie schippten rings um mich eine Rinne
daß nicht Nässe meine Knochen annage.“
Eingeleitet wird die Arie mit einer verzerrten Gitarre, um die strukturelle Aggressivität, der Pound ausgesetzt ist, zum Ausdruck zu bringen. Der folgende Mittelteil im Swing-Gestus (Nr. IIb) gibt die Gespräche von Wärtern und Gefangenen wieder, die Pound mithörte und in Cantos LXXIV erwähnt. Der Chor übernimmt in Teil IIb eine Rolle, die ihm traditionell im Musikdrama zufällt, die Stimme des Volkes, hier die Stimme der Gefangenen und ihrer Bewacher. Koglmann nimmt hier auf Elemente der amerikanischen Popularmusik mit Jazzbezug auf und zitiert aus den Jazzstandards O Sweet and Lovely von Gus Arnheim und Lady, Be Good von George Gershwin, „die durchaus in Bezug zu Pound stehen, schließlich mochte er jazzbeeinflusste Musik, er war nicht zufällig mit George Antheil, dem Komponisten der Jazz Symphony, befreundet […].“.
Auf die „anarchischen Improvisationsräume“ der Stimme Phil Mintons folgt die feinsinnige Arie der ersten Sopranistin Ursula Fiedler in klassischem Gesangsstil The Muses are daughters of memory als Widerpart zu Pound, ein ästhetisches Statement Pounds, dem das Aubrey-Beardsley-Zitat beauty is difficult folgt, um im „Nachsatz mit Das Paradies ist nicht künstlich einen ersten inneren Ausbruchsversuch zu starten.“
Im Interview auf die ironische Brechung des auf Charles Baudelaire anspielenden Zitats „Le Paradis n’est pas artificiel“ angesprochen (in seinem Buch Die künstlichen Paradise von 1860 pries dieser die Wonnen des Rauschgifts), erklärte der Komponist:

„Eingesperrt auf engstem Raum, in einem Gitterkäfig, mit sich allein, beobachtet er die Erscheinungen des Himmels, die kleine Welt der Tiere und Insekten. […] Es war unter anderen diese Perspektive auf die Welt, die die Einsicht nahelegt: „Le Paradis n’est pas artificiel“. […] Pound wird sich seines menschlichen Versagens bewußt, deshalb gibt es in den Pisan Cantos diese immer wieder aufblitzende Abkehr von den künstlichen Paradiesen, die seine frühe exzentrische Welt repräsentieren. […] Man muss einen Dichter beim Wort nehmen, aber es erschien mir nie ganz glaubwürdig, daß Pound das ästhetische Prinzip der künstlichen Paradiese von Baudelaire über Oscar Wilde bis Cocteau […] endgültig hinter sich lassen wollte. Der Künstler verläßt nicht so einfach die Welt der bizarren Schönheiten, um zum humanistischen Biedermann zu mutieren. So jemand schreibt keine innovativen Gedichte wie die Cantos. Das ist jetzt natürlich ein Widerspruch in sich, aber ich mußte diesem sozusagen aufklärerischen Statement das Pathos entziehen.“

Gegen Ende des Teils setzt Koglmann einen im populären Big-Band-Stil dieser Zeit gehaltenen Einschub, der das damalige musikalische Klima widerspiegelt, wie es auch im Lager präsent war. Es folgen in Nr. IIb-IV an Swing und 1940er-Jahre-Jazz inspirierte Stellen bis hin zur freien Improvisation im zweiten Satz.
Nr. IIc wird von ruhigen Bläserakkorden und kontinuierlicher Gitarren-Achtel-Bewegung bestimmt, „die dem Tenorsolo Tony Coes Bodenhaftung verleihen. Und die diversen Elemente von III. – Fugato-Andeutungen des Männerquartetts (no cloud...), wuchtiges Vokaltutti (20 years of dream...) und balladeske Englischhorn-Improvisationen – werden von einer veritablen Sopran-Arie, einer Meditation über die Schwierigkeit des Schönen, eingerahmt“.

### Zweiter Satz – Cassandra

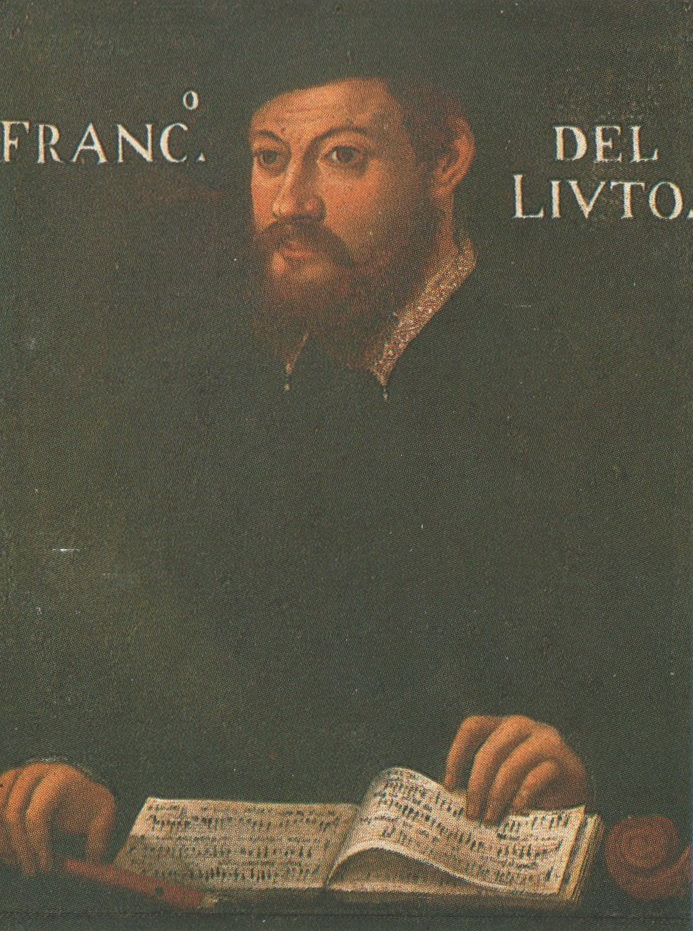
Francesco Canova da Milano

Der Cassandra betitelte zweite Satz der Kantate zeigt Pound als zynischen Rezipienten des Weltgeschehens; angeblich auf der Latrine erfährt er die Nachricht vom Ende des Zweiten Weltkriegs:

„Ich hörte auf dem Klo
 ein angemessener Ort
 um zu erfahren, daß der Krieg aus sei.“

Der zweite Satz: Cassandra beginnt und endet mit der Arie des Pound Cassandra your eyes are like tigers’ … and there is no end to the journey, mit kleinen Divergenzen im Text. In Nr. IV (Zweiter Satz) integrierte Koglmann Elemente aus zwei Lautenstücken von Francesco Canova da Milano, „vorwegnehmend als Begleitfiguren, Kittstellen, Ostinati etc. eingesetzt“. Dies dient als Grundlage für die Improvisationen in den Nummern V und VII, für die er nur die Vorgabe der Instrumentierung (Oboe, unverstärkte Gitarre, Posaune und Kontrabass) gab. Im Anschluss kommt es zu einer kurzen, auskomponierten Dialogstelle unter den Mitgefangenen (Nr. VI), die nahtlos in einen zweiten Improvisationsteil (Nr. VII) überführt, die ebenfalls auf Francescos Notenmaterial basiert. Phil Minton entfaltet sich hier auf Grundlage einiger Textstellen; sein Dialogpartner ist Tony Coe auf der Klarinette, der sukzessive Tuba, Gitarre und Flügelhorn einbezieht.
Nach den beiden Improvisationen folgt mit in the spring and autumn ein Satzteil, der in balladenhafter Stimmung beginnt, wobei Pounds flehender Ausruf God bless the Constitution (damit sie vor der amerikanischen Regierung gerettet werde) auffallend aggressiv angelegt wird, unterstützt mit einem Cluster der Gitarre.
Nach Ansicht von Peter Niklas Wilson vereint der zweite Satz

„größte Geschlossenheit und größte Öffnung. Eine knappe, komplexe Klangchiffre von Oboe, Flügelhorn, Fagott und Gitarre und ein insistierendes rhythmisches Muster von Tuba, Posaune und (später) Gitarre, das durch einen eingeschobenen 5/4-Takt quasi aus dem Tritt gerät, fungieren einheitsstiftend als Präludium, Ritornell und Coda, zwischen die sich so Heterogenes wie Swing-Anklänge, Rock-and-Roll-Zitate (Suidice, degeneration …) und instrumentale Spielfiguren – dem Lautenstück Francesco da Milanos entnommen – schieben.“

### Dritter Satz – Distinctions
Der dritte Satz: Distinctions ist von Christoph Baier „nach dem Muster des Barockopernfinales, also als fulminante Zusammenfassung des Geschehens konzipiert“. Der zweite Satz trägt zwar den Namen der mythischen Seherin Kassandra, doch erst im dritten Satz hat diese ihren Auftritt. Pound beschreibt sie zuvor in seiner Arie:

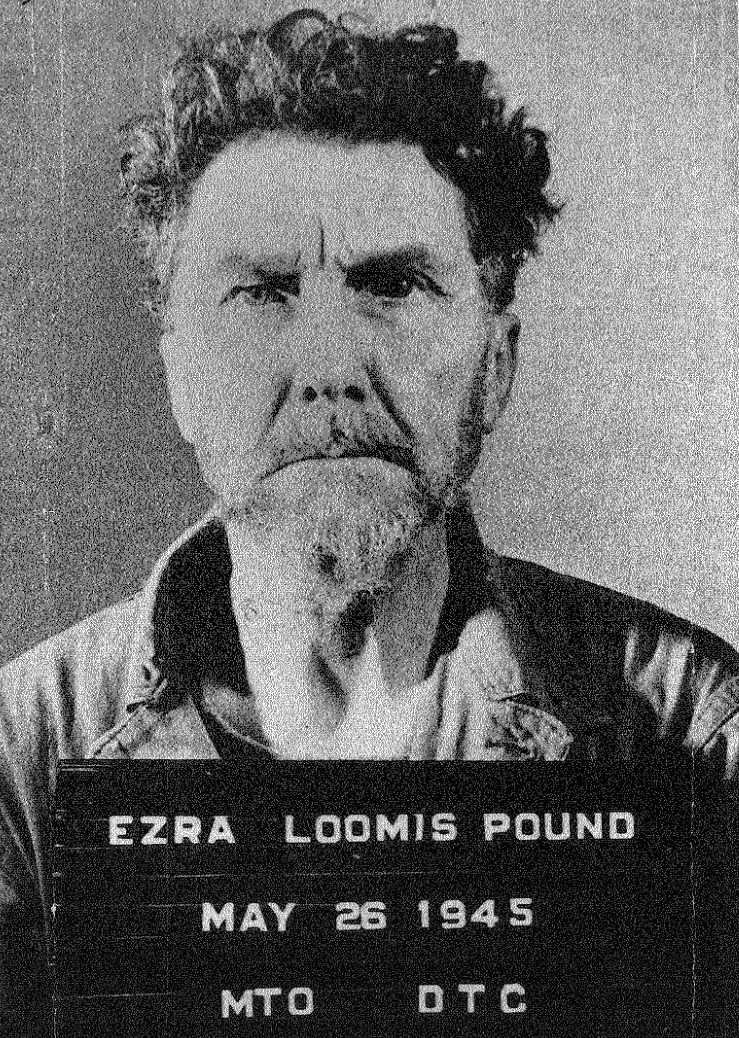
Ezra Pound kurz nach Ende des Zweiten Weltkriegs als US-amerikanischer Gefangener

„Kassandra, deine Augen sind wie die eines Tigers, kein Wort steht in ihnen geschrieben... kein Licht lotet sie aus.“

Nach einer stimmungsvollen Kontrabass-Einleitung durch Barre Phillips ist eine Sopran-Arie zu hören, „eine schlichte, aber bewegende Evokation eines elisabethanischen lute Song aus dem Geist der Jazz-Ballade.“
Eine Weissagung Kassandras führt in die reale Welt zurück:
„Was du innig liebst, ist beständig, der Rest ist Schlacke
Was du innig liebst wird dir nicht weggerafft
Was du innig liebst ist dein wahres Erbe.“
Nach den zwei Strophen dieses Songs bricht „eine Art mechanischer Musik“ die Stimmung, deren fünftaktige Bassfigur zum strukturellen Gerüst des gesamten Finales wird. Im zweiten Teil dieser Instrumental-Episode bringt das Flügelhorn einen flash forward der späteren Chor-Melodie von a fat moon rises..., während die vokale Linie von And now the ants... auf das After the rain-Motiv aus dem ersten Satz zurückgreift.
Im Sinne der von Kompilator Christian Baier intendierten Darstellung einer Läuterung Pounds findet dieser im Wechselgesang mit dem Chor „schließlich zu einer ihm neuen Form des Humanismus, zu einer Verbundenheit mit der Außenwelt, was in einer formal und rhythmisch gebundenen Improvisation Pound/Flügelhorn über den Text Lesen, indes der weiße Flügelschlag der Zeit uns streift, ist das nicht Seligkeit? mündet.“ Die Einleitung von Nr. X soll die „innere Uhr Pounds, sein geistiges Uhrwerk“ mit der Textstelle O moon my pin-up, my chronometer zum Ausdruck bringen, als er nach mehreren Wochen im „Gorilla-Käfig“ einen Zusammenbruch erleidet.
Im Finale der Kantate verlangsamt sich der Zeitfluss zusehends; ab der Stelle Oh moon, my pin-up kommt das Tempo fast zum Erliegen; „eine traumschwere Zeitlupe, die manische Eingebremstheit“ gibt den adäquaten Grundton eines geläuterten Ezra Pound ab, de singt:
„to have friends come from far countries
is not that pleasure?“
Das Schlussbild der Kantate bestimmt der Chor; „in der Rolle des Kommentators der Entwicklung erlässt er uns mit der vieldeutigen Formulierung: Dies sind Trennschärfen in der Klarheit.“ Nach Aussage von Christoph Baier meint dieser Satz, dass „die Distanz zwischen Pound und der Außenwelt nicht zu überbrücken ist.“ Getragen vom Fünfttakt-Ostinato des Kontrabasses, in einer Art Sprechgesang, einer Improvisation über die letzten Textzeilen these are distinctions of clarity, löst sich das Vokalensemble auf.

## Rezeption
Wolfram Knauer schrieb anlässlich der Uraufführung der Kantate 1997 im Jazz Podium: „Koglmanns Musik ist wie immer eindrucksvoll. Als Parallele zu Pound mag man die Vielschichtigkeit herausstreichen, die sich in den Wechselbeziehungen zwischen [Phil] Minton, den Instrumentalisten und dem Vokalensemble (in dieser Reihenfolge) ergeben. Daß man den Text dabei kaum versteht, ist kein Problem: wie bei Pound geht es auch bei Koglmann nicht so sehr um klare Aussage als vielmehr um das Herausarbeiten eines atmosphärischen Bildes, das sich aus vielen Einzelheiten zusammensetzt, schönen und kitschigen und häßlichen und aggressiven. Weitere inhaltliche Ausdeutungen werden höchstens im Programmtext angedeutet, der auf Umstrittenheit Pounds zwischen avantgardistischer Kunst und faschistischer ideologie hinweist.“
Bernhard Kraller betont in seinem Essay Musik und Politik – Notizen zu Frank Koglmanns Ezra Pound-Kantate die grundlegende Idee der Kantate, aus fragmentarisch kompilierten Stellen der Pisaner Cantos „ein kunstvoll und kryptisch arrangiertes Ganzes zu versuchen. […] Die Logik des Librettos ist die Logik der Läuterung.“ Da jedoch in den Pisaner Gesängen kaum Stellen zu finden sind, die an sich für diese Auffassung sprechen, habe Christian Baier sie aus dem aus Naturbeobachtungen und sehr verhaltenen metaphorischen Steigerungen gewebten Versgebilde und aus den von Pound zitierten Aussprüchen der Gefangenen und Bewachern abgeleitet. Dies führte auch dazu, die Figur der mythischen Seherin Kassandra heranzuziehen, (die Pound im Zusammenhang mit der Potsdamer Konferenz 1945 in Canto LXXVIII einführte) – „zur Deutung des individuellen Schicksals des mit schuld beladenen Dichters“.
Was Koglmann an Pound anziehe, sei „das innovative Genie des Dichters und das Fluidum des Dissidenz“. Koglmann habe „niemals die Absicht gehabt, Pound mit musikdramatischen Mitteln anzuklagen, wenngleich er eine Reihe von musikalischen Eindrücken evoziert, die zentrale Aussagen in den pisaner cantos ironisch parieren.“ Er habe „mehrfach betont, daß es auch nicht seine Absicht war, die Kantate in den Dienst einer belehrenden Moral zu stellen.“ Mit seiner Vertonung nütze er also

„das moralindifferente Phänomen der Kunst (Peter Gorsen), er arbeitet aber auch mit dem Moment der lustvollen Übereinstimmung mit seinem Helden. Er stellt ihn dar, ohne ihn ästhetisch anzubeten, aber doch so, daß auch dem Hörer die genußvolle ästhetische Aneignung nicht versagt wird. Daraus kann aber nicht gefolgert werden, daß, wer Pound vertont, zwangsläufig dessen politische Haltungen, die nebulös und konkret auch das Fundament der Cantos bilden, affirmieren würde.“

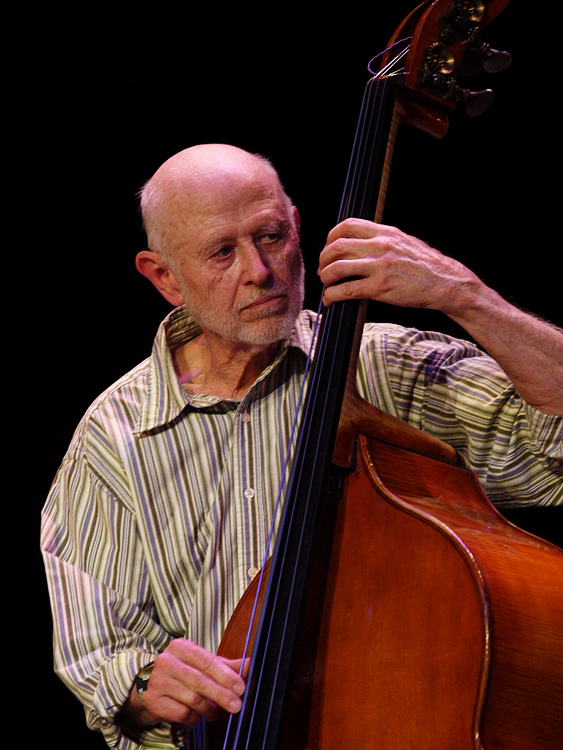
Barre Phillips, moers festival 2008

Steve Loewy vergab an das Album im Allmusic 4½ Sterne. Das als ernsthaftes Kunstwerk angelegte Werk kombiniere „Elemente aus Oper, klassischer Musik und Jazzimprovisation, um wenn schon nicht eine Synthese daraus zu erzeugen, so doch wenigstens eine kalkulierte Entspannung zwischen scheinbar disparaten Elementen“. Loewy lobte sowohl die „großartige Produktion als auch das schön gestaltete Buch mit seinen informativen Anmerkungen.“ Koglmann sei mit seinem Pipetet eine herausragende musikalische Interpretation eines Teils der Pisaner Gesänge von Ezra Pound gelungen. Der Erfolg dieses Projekts liege nicht nur an den großartigen Musikern, wie Phil Minton als Pound-Rezitator, Holzbläser Tony Coe und Kontrabassist Barre Phillips, sondern auch am Bandleader, Trompeter und Komponisten Koglmann. Auch wenn das Jazzelement geringer sei als bei anderen Koglmann-Produktionen, handele es sich um ein wichtiges Werk der Kultur des 20. Jahrhunderts.
Richard Cook und Brian Morton heben in ihrer Besprechung vor allem die außerordentlichen Beiträge Phil Mintons (stroke of a genius) und die großartige Chorbegleitung hervor.
Peter Niklas Wilson resümiert:

„Mit O Moon My Pin-Up hat Koglmanns gestaltenreiches Komponieren zweifellos noch an Reichtum gewonnen. Aus der seit Gründung des Pipetet charakteristischen Synthese von Cool-Jazz-Idiomatik und Wiener-Schule-Expressionismus ist im Lauf der Jahre ein Mikrokosmos mannigfaltiger struktureller Bezüge der ganzen (abendländischen) Welt des Musikalischen zwischen Renaissance und improvised music gewachsen, der die Koordinaten des historischen Third Stream transzendiert – von den neuen Dimensionen, die die Erschließung des Vokalen für Koglmanns Musik mit sich bringt, ganz zu schweigen. O Moon My Pin-Up ist kein musikalisches ‚Urteil‘ über Ezra Pound, ist weder Verdammung noch Apologie, sondern ein sensibles, Beziehungen auslotendes und Beziehungen stiftendes Nachhorchen der brüchigen Polyphonie von Sprachebenen und Tonfällen in Pounds Lyrik zur Zeit jener existentiellen Krise, die unmittelbar mit den politischen Ereignissen des Kriegsendes verknüpft ist.“

Philippe Méziat merkte anlässlich der Veröffentlichung der zweiten Auflage des Albums 2001 an:

„Musikalisch kann man das zwischen Jazz, der Cool oder West Coast genannt wird, einordnen, Wiener Schule, der Musik der Renaissance und den aktuellen Praktiken der improvisierten Musik – aber nicht zu sehr! Franz Koglmann ist also eine Art André Hodeir, der einerseits nicht wirklich das Abgehackte der Zwölftonmusik praktiziert, andererseits aber auch keine Hemmungen gegenüber Improvisatoren wie Phil Minton hat. Man denkt an Berio, manchmal an Carla Bley, sogar während kurzer Augenblicke an Kurt Weill, es ist auf jeden Fall origineller als es anfangs den Anschein hat, das ist erfreulich gut anzuhören, sogar zum guten Teil verständlich, auf alle Fälle, es ist zu empfehlen, aber man braucht Aufmerksamkeit, Fingerspitzengefühl, Behutsamkeit …. […]“

Etwas kritischer äußerte sich Bill Shoemaker im selben Jahr in JazzTimes:

“Occasionally, however, Koglmann’s music poses profound intellectual challenges. His most disturbing recording to date is the newly issued O Moon My Pin-Up (hatOLOGY), a 1997 cantata based on Ezra Pound’s The Pisan Cantos, which were written when the notorious poet was caged in the waning months of World War II for collaborating with Mussolini’s regime via his fascist speeches on Italian radio. Employing prickly Viennese modernism, Koglmann’s score for octet (which includes sterling improvisers like Coe and bassist Barre Phillips), eight-person chorus and solo voice is thoroughly harrowing. Singer Phil Minton’s portrayal of Pound, a genius undone by anti-semitism and a fixation with fascism, who spewed doggerel one moment and sang transcendent verse the next, is a tour de force. Yet Koglmann refrains from judging Pound—a denial of resolution that intensifies and complicates the listening experience.”

## Titelliste
- Franz Koglmann: O Moon My Pin-Up – hat[now]ART 133 (1998[20]), hatOLOGY 566 (2001)

1 Introduction – 0:55 (O moon my pin-up)
First Movement, Clouds

2 I – 1:56 (The enormous tragedy of the dream)

3 II A – 1:51 (after the rain)

4 II B – 1:34 („goddam motherfucking generals“)

5 II C – 2:13 (Cloud over mountain, mountain over the cloud)

6 III – 4:41 (The muses are daughters of memory)
Second Movement, Cassandra

7 IV – 3:37 (Bright dawn on the shit house)

8 V – 4:36 (Improvisation über Canto LXXV)

9 VI – 0:44 („Hey Snag, what’s in the bibl’?“)

10 VII – 5:10 (Improvisation über Canto LXXV)

11 VIII – 1:44 (in the spring and autumn)
Third Movement, Distinctions

12 IX – 5:33 (What thou lovest well remains)

13 X – 9:08 (This liquid is certainly a property of the mind)
Text: Ezra Pound, The Pisan Cantos LXXIV-LXXXIV; Zusammenstellung Christian Baier

Musik: Franz Koglmann